# Asaf Khan
Abu-l-Hàssan Asaf (en persa: عبدل حسان اصف خان) fou el segon fill d'Itimad ad-Dawla Ghiyath ad-Din, que era wakil-i kul de l'emperador mogol Jahangir. Era el germà gran de la princesa Nur Jahan.
Nur Jahan es va casar amb Jahangir el 1611 i llavors l'emperador el va nomenar khan-saman i li va donar el títol d’Itikad Khan. L'any següent la seva filla Arjmand Banu Begam Mumtaz Mahal es va casar amb el príncep mogol Kurram (el futur Xa Jahan) i en aquesta ocasió va rebre el títol d’Asaf Khan. El 1614 va arribar al rang de dhat de 6.000 i suwar un dels més alts de l'administració. El 1616 se li va confiar la custòdia del príncep Khusraw, el fill gran de Jahangir, que estava presoner.
El 1623 fou nomenat subadar (governador) de Bengala. Asaf Khan va romandre indiferent quan el general Mahabat Khan, enemic de Nur Jahan i d'Itimad ad-Dawla Ghiyath ad-Din, revoltat contra Jahangir, es va apoderar de la persona de l'emperador a la vora del riu Jhelum (1626), amb la fugida de Nur Jahan a Atak i la seva posterior captura (planejada) per les forces de Mahabat Khan. Amb l'emperador, la reina Nur Jahan, Asaf Khan, el príncep Shuryar i altres membres de la casa reial com a ostatges, es van dirigir cap a Kabul, on la influència de Mahabat Khan va decaure a causa del poc suport que tenia fora dels seus soldats, fins que al cap de poc més de tres mesos l'emperador li va poder ordenar marxar amb l'exèrcit imperial (que obeïa a Jahangir). Mahabat Khan es va emportar a Asaf Khan com a ostatge, però després Nur Jahan va pressionar per una reconciliació i el va deixar anar reunint-se amb l'emperador a Kabul mentre Mahabat Khan acabava refugiat al Mewar. Asaf Khan va conservar la seva influència a través de la seva germana i filla, i va ser nomenat governador del Panjab amb seu a Lahore el mateix 1626 i va rebre el rang de wakil.
Va donar la notícia de la mort de Jahangir a Kurram que era al Dècan i va contribuir a la seva elevació al tron. Esperant la seva arribada va proclamar diplomàticament a Dawar Bakhx (l'altra fill de Jahangir) com a padshah a Bhimbar i va fer empresonar a la seva germana Nur Jahan que donava suport als drets del príncep Shahryar (Nur Jahan era la seva sogre, ja que Shahriyar estava casat amb una filla de Nur d'un primer matrimoni amb Sher Afgan Kuli Khan) al que va derrotar en una batalla prop de Lahore.
Per aquests serveis va rebre de Xa Jahan el títol de Yamin al-Dawla i el rang de dhat de 9000, suwar, do-aspa sih-aspa i el càrrec de wakil.
El 1631/1632 va dirigir l'exèrcit que va lluitar contra Muhammad Adil Xah de Bijapur, però va fracassar en el setge a la ciutat (1632) i va començar a perdre el favor de l'emperador.
Va morir el 12 de juny de 1641. La seva tomba és a Shahdara al complex de la tomba de Xa Jahan a l'oest del mausoleu de Jahangir.

## Galeria

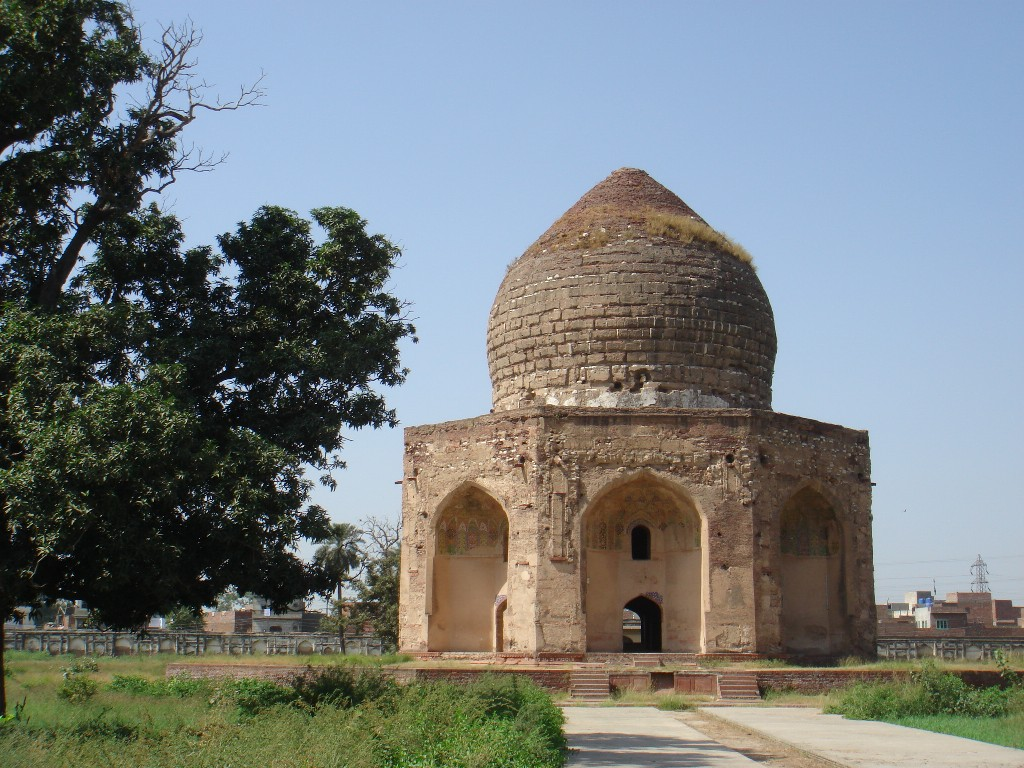
Tomba a Lahore
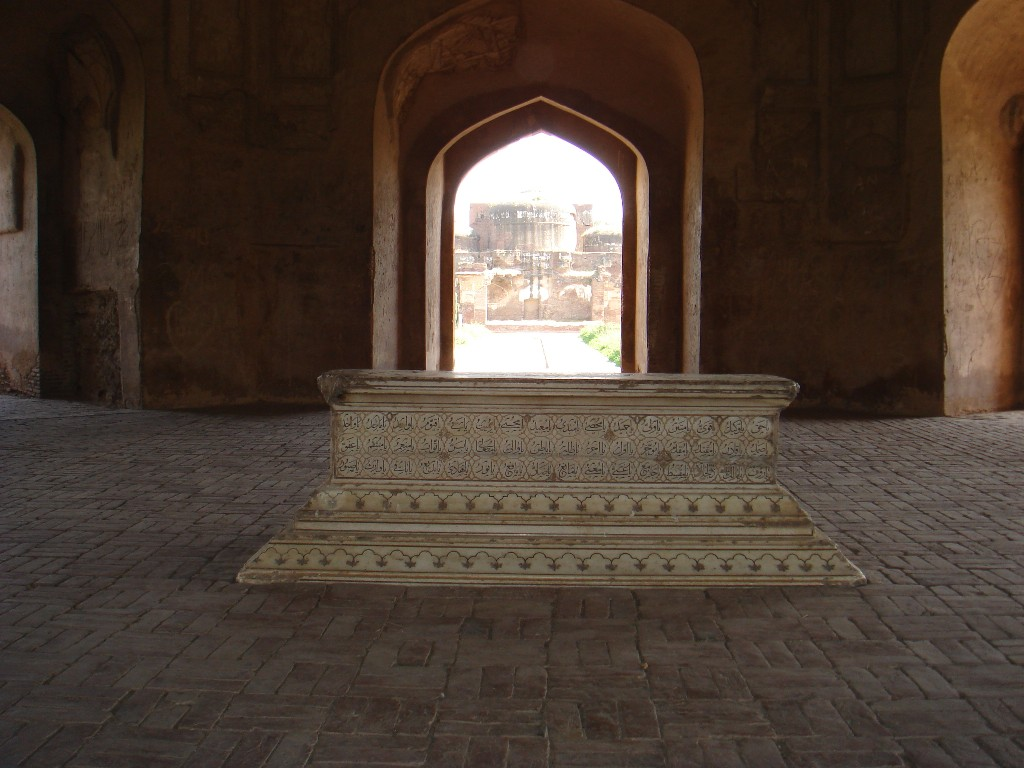
Sarcòfag
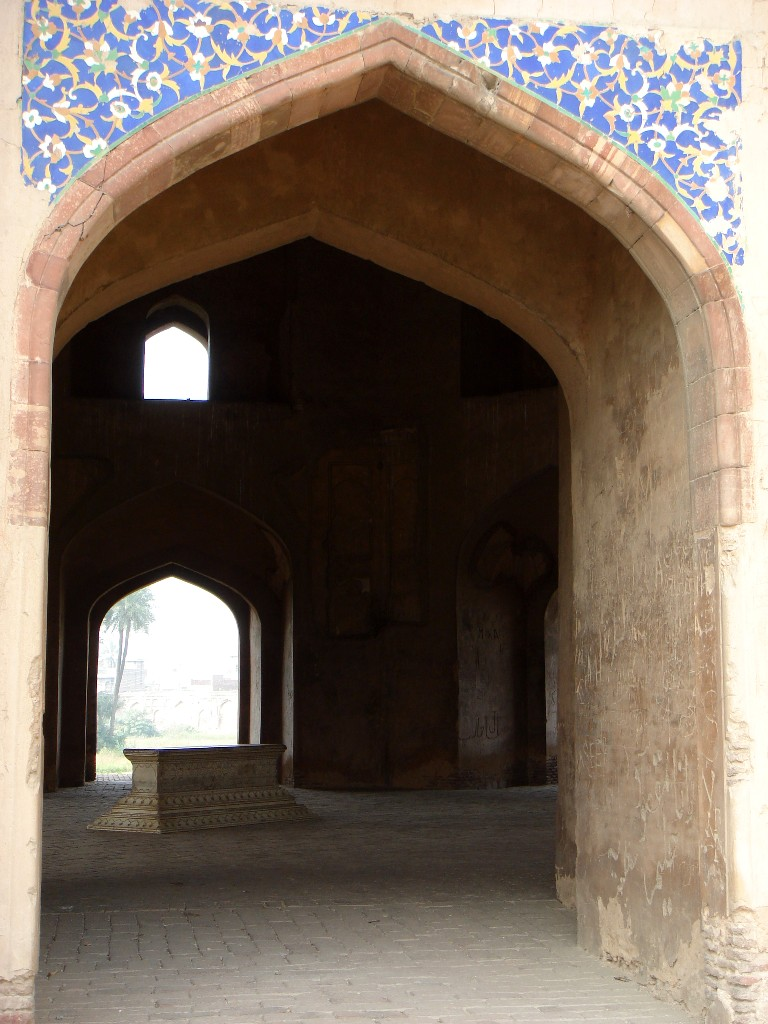
Sarcòfag.
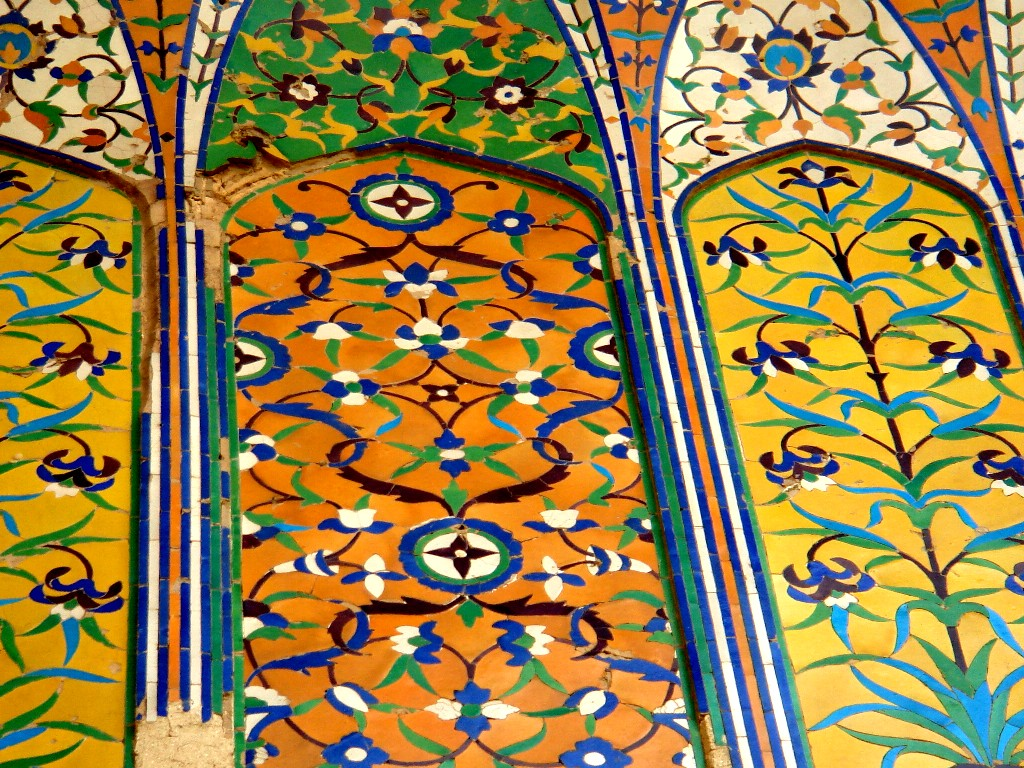
Exterior